# Adán Chávez
Adán Chávez Frías (født 11. april 1953) er guvernør af delstaten Barinas i Venezuela og var uddannelsesminister fra 2007 til 2008. Han er Venezuelas tidligere præsident Hugo Chávez' ældre bror. Adán Chávez Frías var studerende ved Universidad de los Andes.